# Bibliotheca Alexandrina

Bibliotheca Alexandrina.

Bibliotheca Alexandrina är ett internationellt bibliotek i Alexandria, Egypten.
Traditionen med forskning och bibliotek i Alexandria går tillbaka till cirka 300 f.Kr. Alexandrinska biblioteket var under hundratals år världens största bibliotek och länkat till forskningsinstitutionen Museion. I denna anda byggdes det nya biblioteket i Alexandria, även det med stark anknytning till forskning, och invigdes 23 april 2003. Finansieringen skedde i samarbete mellan Egyptens regering och Unesco samt internationella donationer, däribland 64 miljoner US dollar från Irak (före Gulfkriget). Totalkostnaden har uppskattats till cirka 2,4 miljarder svenska kronor.

## Byggnaden
Den valda platsen anges ligga inom 100 meter från platsen för dess antika föregångare, Museion. Byggnaden är helt unik i sin arkitektur, utformad av det lilla norska arkitektkontoret Snøhetta som vann tävlingen mot över 500 internationella konkurrenter. Från den norra sidan ser den ut som en solskiva, 160 meter i diameter, sluttande 16 grader mot norr, indelad i fyrkanter av enorma, kupade fönster. Symboliken är tydlig med referens till den i egyptisk mytologi så viktige solguden Ra men skivan med de fyrkantiga fönstren liknar de kiselskivor som mikrochips tillverkas ur och rimmar väl med dess strävan att använda modern teknik för informationsbehandling. Sydsidan är byggd i råhuggen Assuangranit, vilket även pyramiderna är byggda av.
Bibliotekets 85 000 m² rymmer ca 2 000 besökare i sju terrasser med hyllor och läsplatser på 20 000 m². Ljuset från de takfönstren modifieras av blå och gröna glasskivor. I den södra änden, som också är den högsta, är takhöjden uppemot 20 meter.
Biblioteket har plats för cirka 8 miljoner böcker. År 2007 fanns det över 500 000 volymer på plats.

## Samlingarna

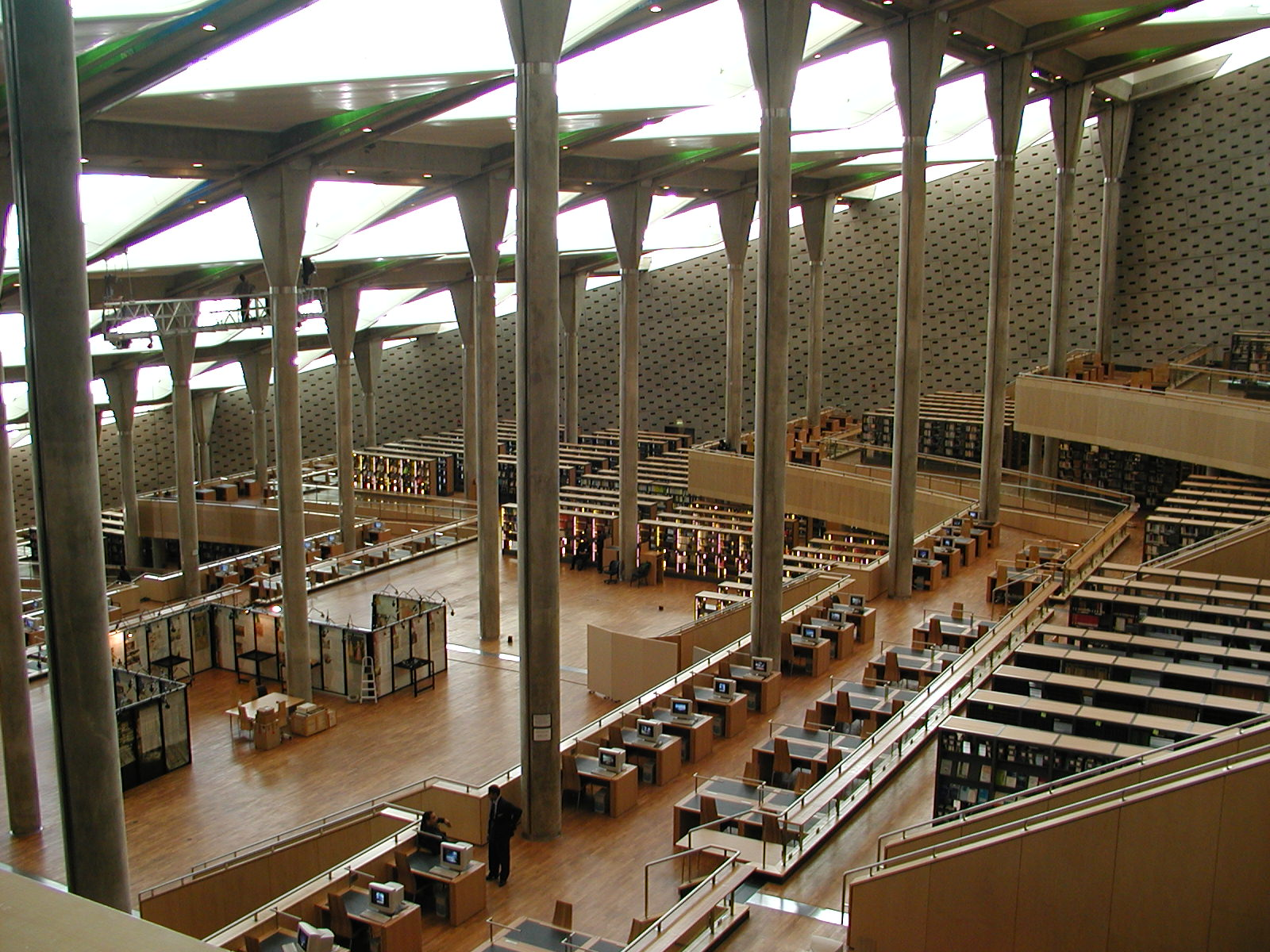
Interiör.

Samlingarna består huvudsakligen av internationella donationer/depositioner på huvudspråken arabiska, engelska och franska men även många mindre språk finns representerade. Utöver tryckta alster med tidskrifter och böcker finns material på moderna medier som ljud-, video-kassetter, cd/dvd, datorer med mera. Vid starten fanns cirka 1/2 miljon titlar men har vuxit sedan dess.
Bibliotekets prioriteringsordning är: Alexandria och Egypten - Medelhavsområdet - Arabiska regionen och Afrika - övriga världen. Det finns särskilda sektioner för Multimedia och Konst, för blinda och läshandikappade (Taha Hussein Library, till Taha Husseins minne), för ungdomar och en barnsektion. Dessutom finns även ett 3D-planetarium.

## Forskning
För forskning finns Alex-Med (The Alexandria & Mediterranean Research Center). Man strävar att vara ett forskningscentrum, ett forum för kulturens bevarande och kulturellt utbyte samt en aktör för främjande av ekonomisk utveckling och uthållighet.
Fem forskningscentra är knutna till biblioteket:
- Kalligrafiskt centrum (The Calligraphy Center)
- Centrum för dokumentation av kultur- och natur-arv (CULTNAT, The Center for Documentation of Cultural and Natural Heritage)
- Internationella skolan för informationsvetenskap, ISIS (International School of Information Science)
- Manuskriptcentrum (Manuscript Center) med forskning, museum och utställningar
- Centrum för Specialstudier och -program (Center for Special Studies and Programs)

## Svenska insatser
På tredje våningen finns The Nobel Section (Nobel-sektionen) med tre avdelningar. Möblemang och belysning är kopior av original som specialtillverkats för Nobelstiftelsen i Stockholm och för svenska regeringens sammanträdesrum.

### Nobel Room
Nobelrummet är särskilt inriktat på litteratur/litteraturforskning med ett rikt bibliotek med verk av Nobels litteraturpristagare 1901–2001, både på originalspråk och i översättningar, huvudsakligen till arabiska, engelska och franska. Boksamlingen har donerats av [privat boksamlare med assistans av internationella bokförlag].

### Gad Rausing Auditorium
Gad Rausing Auditorium är uppkallat efter svensken Gad Rausing som bidragit ekonomiskt till "The Nobel Section".

### Söderberg Lounge
Söderberg Lounge är uppkallad efter familjen Söderberg som också bidragit till finansieringen av Nobel-sektionen. Här har besökarna tillgång till Nobel e-Museum, ett datorbaserat virtuellt museum, för Nobelprisen och -pristagarna sedan 1901, Alfred Nobel, Nobelstiftelsen, nobelpriskommittéer med mera.